# Blanchard (Idaho)
Blanchard – jednostka osadnicza w Stanach Zjednoczonych, w stanie Idaho, w hrabstwie Bonner.